# Tielle
La tielle, ou tielle à la sétoise, et Tièla en occitan, est une spécialité culinaire française de la ville de Sète, dans l'Hérault. Il s'agit d'une sorte de tourte garnie de poulpe ou d'autres fruits de mer.

## Histoire

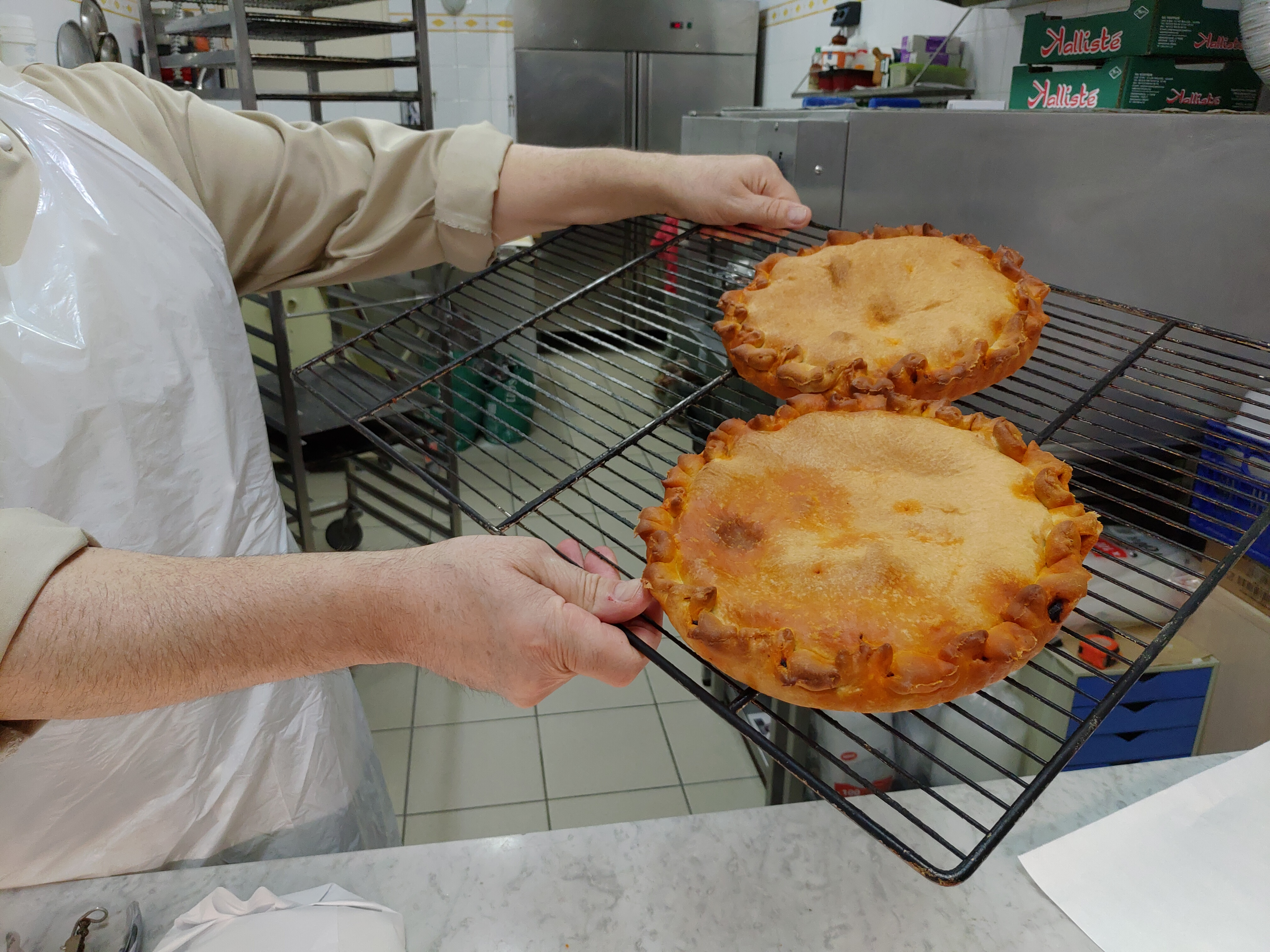
Tielle sétoise.

La tielle appartient à la famille des tourtes. Bien que les tourtes modernes soient souvent confectionnées avec de la pâte feuilletée ou brisée, à l'origine, la pâte à pain était plus couramment utilisée. La tielle, quant à elle, est toujours élaborée avec de la pâte à pain. On trouve plusieurs tourtes salées, initialement faites de pâte à pain, qui s'apparentent à la tielle. C'est notamment le cas de la tourte au saumon de Brioude en Auvergne, la tourte de blettes, ou encore de la tourte poitevine au poulet. Dans le Languedoc, région d'origine de la tielle, les tourtes étaient traditionnellement appelées croustades, qu'elles soient confectionnées à base de pâte à pain ou de pâte feuilletée[réf. à confirmer].
Le mot tielle vient du nom du plat utilisé pour la cuire, la tielà dérivé du latin tegilium, « ce qui couvre ».
La tielle sétoise dérive d'un plat originaire de la petite bourgade de pêcheurs de Borgo de Gaete située entre Naples et Rome qui dérive lui-même d'un plat espagnol. Au XVIIe siècle, la région est sous domination espagnole. Les pêcheurs italiens remarquent que les soldats espagnols ajoutent un couvercle de pâte au-dessus de la tourte garnie de poulpe, ce qui conserve mieux le plat. Les migrants italiens du port de Gaeta importent leur spécialité à Sète à la fin du XIXe siècle. La recette de la tielle sétoise diffère cependant de celle-ci tant dans son format que dans la composition de sa farce qui dérive des traditionnels ragoûts de poulpe languedociens. Elle permet aux agriculteurs et aux pêcheurs sétois d'avoir un repas complet qui se conserve plusieurs jours.
Les sétois, et particulièrement Adrienne Verducci native d'Agde, ont créé la recette sétoise que l'on connaît aujourd'hui,. Adrienne Verducci (1896-1962), est la première à la commercialiser à partir de 1937. La tielle traditionnelle est aujourd'hui fabriquée et commercialisée, notamment par ses descendants.
Une labellisation IGP (pour « indication géographique protégée ») est exigée par les producteurs afin de protéger ce plat emblématique de la région mais en 2024, la procédure n'est encore que très peu avancée. 

## Composition

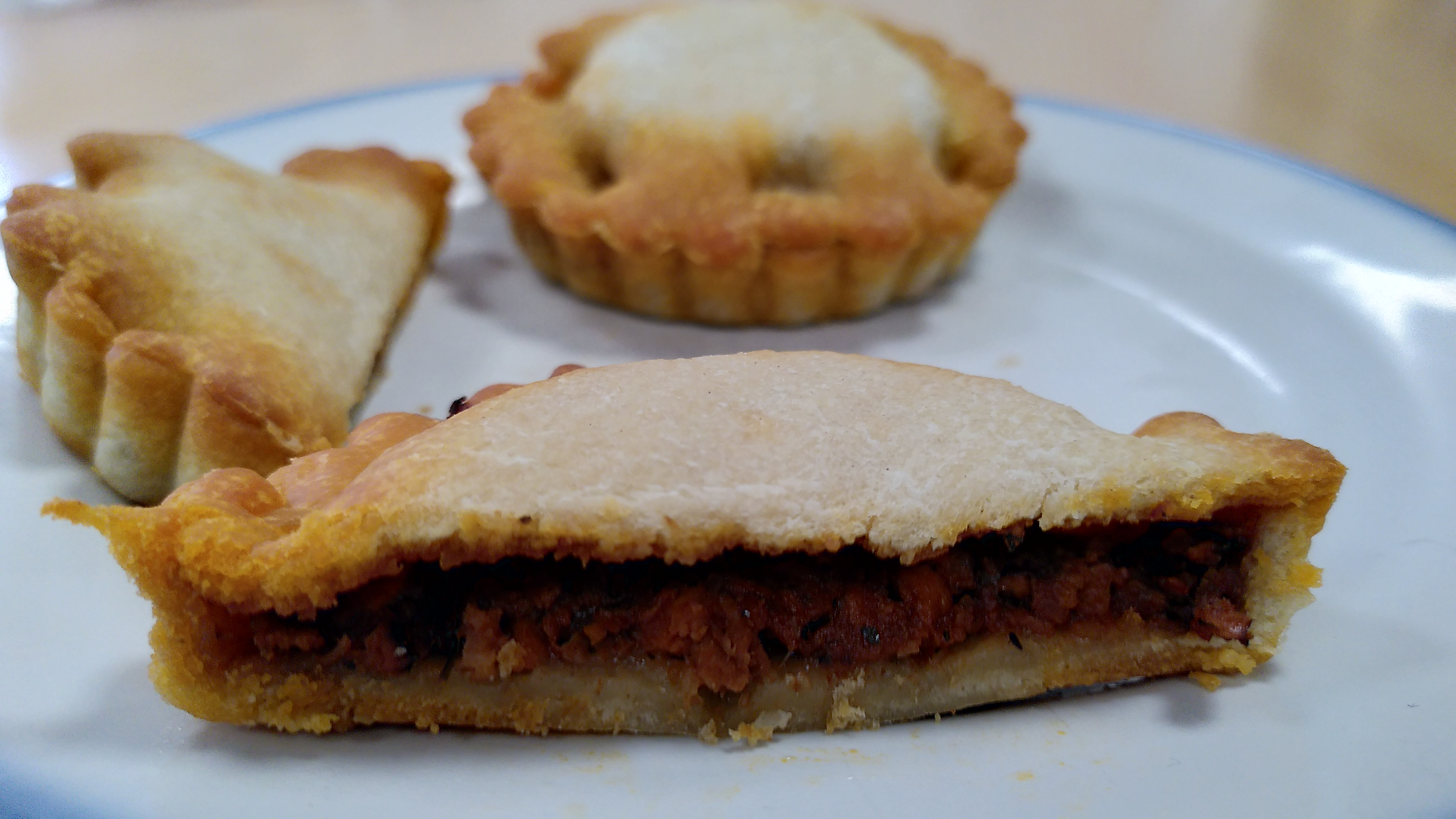
Farce à l'intérieur d'une tielle industrielle.

La tielle est une tourte ronde, aux bords cannelés, marqués de quignons, avec une garniture faite de poulpes ou d’autres céphalopodes, coupés plus ou moins finement, mélangés à une sauce tomate pimentée. On parle d'ailleurs de tielle de pouffre car à Séte, en occitan comme en francitan, le poulpe est appelé "lou pouffre". La pâte est une pâte à pain. Elle se consomme généralement en entrée, froide ou tiède selon les goûts et la saison.
Il existe plusieurs tailles de tielles. La tielle en portion fait entre 9 et 12 cm de diamètre ; la tielle moyenne, entre 16 et 19 cm, et la grande tielle, entre 21 et 25 cm.
Une étude réalisée en 2019 sur un échantillon de tielles sétoises provenant au hasard de vingt-cinq producteurs différents a révélé que la garniture de seize d'entre elles (soit 64 %) contenait du calmar géant de Humboldt (Dosidicus gigas), sept de l'élédone (encore appelée « poulpe blanc » ou « poulpe de sable » ; Eledone spp.) et une à la fois du calmar géant de Humboldt et de l'élédone. Une seule contenait du poulpe commun ou « pouffre » (Octopus vulgaris). La moitié des producteurs utilisant du calmar géant de Humboldt avaient menti sur le contenu, en prétendant que leur garniture ne contenait que du poulpe.